# Sakarahellidae
Sakarahellidae is een familie van weekdieren uit de klasse van de Gastropoda (slakken).

## Geslacht
- Pseudoschwartziella Bandel, 2006